# Kamikita (huyện)
Kamikita (上北郡 Kamikita-gun) là huyện thuộc tỉnh Aomori, Nhật Bản. Tính đến ngày 1 tháng 10 năm 2020, dân số ước tính của huyện là 92.674 và mật độ dân số là 72 người/km2. Tổng diện tích thị trấn là 1.280 km2.